# Ахмедов, Таптых Самед оглы
Таптых Самед оглы Ахмедов (азерб. Tapdıq Səməd oğlu Əhmədov; 1914, Бахчакюрд, Елизаветпольский уезд — 23 апреля 1975, Баку) — советский азербайджанский сельскохозяйственный деятель, Герой Социалистического Труда (1950).

## Биография
Родился в 1914 году в селе Бахчакюрд Елизаветпольского уезда Елизаветпольской губернии (ныне Геранбойский район Азербайджана).
Участник Великой Отечественной войны. С сентября 1941 года на фронте. Участвовал в битвах на Крымском фронте младшим лейтенантом 51 армии 396 стрелковой дивизии 803 стрелкового полка. В бою травмирован, пуля попала в запястье руки.
В 1943—1975 годах директор Кубахалиллинского мясо-молочного совхоза (Исмаиллинский район), совхоза «Красный Самух» Ханларского района, совхоза имени Азизбекова Шамхорского района, завода № 3 при совхозе имени Азизбекова Азсовхозтреста, начальник треста «Азервино», старший специалист ПНИИ водного хозяйства Азербайджанской ССР, директор Говсанского молочно-овощеводческого совхоза и Кобинского овцеводческого совхоза (Апшеронский район). В 1949 году получил урожай винограда 214,5 центнеров с гектара на площади 58,8 гектаров.
Указом Президиума Верховного Совета СССР от 4 сентября 1950 года за получение высоких урожаев винограда на поливных виноградниках в 1949 году Ахмедову Тапдых Самед оглы присвоено звание Героя Социалистического Труда с вручением ордена Ленина и золотой медали «Серп и Молот».
Активно участвовал в общественной жизни Азербайджана. Член ВКП(б) // КПСС с 1944 года. Делегат XIX съезда Компартии Азербайджана.
Скончался 23 апреля 1975 года в городе Баку.